# Louis Thomas (architecte et peintre)
Pour les articles homonymes, voir Louis Thomas et Thomas.
Ne pas confondre avec Louis Thomas, architecte parisien.
Louis Thomas, né le 29 mars 1892 et mort le 28 février 1989, est un architecte et un peintre lyonnais, connu entre autres pour avoir travaillé auprès de Tony Garnier.

## Biographie

### Enfance et formation
Né le 29 mars 1892 dans le 3e arrondissement de Lyon,, il perd sa mère à quatre ans et est élevé par ses grands-parents. De 1901 à 1905 il est élève au Petit Séminaire de La Côte-Saint-André dans l’Isère. Son père l'inscrit en 1910 à l'école des beaux-arts de Lyon en section architecture.  Il est réformé militaire. Il retourne aux Beaux-Arts en 1919. Il obtient son diplôme d'architecte en 1921.

### Vie de famille
Il épouse Marthe Lurin en 1922, et restera toute sa vie sur l’agglomération lyonnaise.

## Travaux

### Réalisations architecturales
En 1922, il entre dans l'agence de l'architecte Tony Garnier.
Tony Garnier l’associe à la conception de l’Hôpital Édouard Herriot dont les travaux débutent en 1913. La guerre y met un terme provisoire. ils reprennent en 1917 sur un plan modifié en 1916, mais les grèves les interrompent. En 1920, le chantier repart sur un projet une nouvelle fois amélioré.  Dessinée par Louis Thomas, la Chapelle de l'hôpital Édouard-Herriot voit le jour. Le chantier prend fin en 1933 et l'inauguration a lieu en 1934.
Il participe à d’autres monuments lyonnais de Tony Garnier comme le Stade de Gerland ou le Monument aux morts de l’Ile aux cygnes du Parc de la Tête d'Or.
Il conçoit vers 1924 la notion d'« habitation-jardin », publiée dans la revue sur-idéaliste Manomètre de son ami Émile Malespine.
Il occupe plusieurs fonctions officielles : de 1933 à 1939 membre du Comité Régional des Arts Appliqués, de 1939 à 1940 architecte en chef par intérim des bâtiments civils et palais nationaux, de 1940 à 1944 architecte conseil de « Jeune France » pour l’amélioration de l’habitat.
Il est l’architecte de l’« église hellénique orthodoxe » rue du Père Chevrier, anciennement rue Dumoulin, dans le 7e arrondissement de Lyon, (1948-1949).
De 1952 à 1957, il est salarié du Comité Lyonnais pour l’Amélioration du Logement, puis il ouvre son propre atelier d’architecture. Il cesse toute activité professionnelle en 1972.

### Réalisations artistiques
Louis Thomas est peintre. Il introduit le cubisme au Salon d’automne de Lyon dont il est sociétaire à partir de 1926.
En 1930 il peint « Golgotha » : un Christ, de couleur rouge orangé, enroulé autour de l’arbre de la croix planté sur le côté Ouest de la Croix-Rousse, « la colline qui travaille », face à la basilique de Fourvière sur « la colline qui prie ».
Parallèlement à son métier d'architecte, il fonde le groupe d'artistes Témoignage.
En 1936 il permet à d’autres artistes lyonnais de tendance surréaliste de participer avec lui au Salon d’automne. Il fonde avec eux le groupe Témoignage où vont se croiser plusieurs personnalités des arts : les peintres Jean Bertholle (alias Aléric), René-Maria Burlet, Camille Niogret, Jean Le Moal, Jean Manessier, le sculpteur Étienne-Martin, le peintre et critique Léon Reymond, le musicien César Geoffray, le poète et marchand d’art Marcel Michaud, le professeur Claudius Pierre Petit, futur ministre de la reconstruction et maire de Firminy où il fera travailler Le Corbusier.
En 1936 ce groupe constitué avant la Seconde Guerre mondiale prend un nom en commun juste après la guerre. Ce groupe est traversé d’interrogations ésotériques. En 1937 le groupe participe au premier numéro de la revue Le Poids du Monde, lancée par Marcel Michaud, qui tient une galerie d’art et design, Stylclair, à Lyon.
En tant que peintre, Louis Thomas réalise  « Guerre d’Espagne »  puis en 1939, « Le Christ dans la ville » et en 1962, il s'essaye à l'aquarelle avec « Christ déchiré » et en 1968 « Buisson ardent ».

## Œuvres
Aquarelle
- Architecture surréaliste, 31 × 48 cm, (1931)[9]
- La colline inspirée, 61 × 46 cm, (1939)[10]
- Le Christ dans la ville, 50 × 36 cm, (1939)[11]
- Hommage à Brueghel, 52 × 36 cm, (1939)[12]
- La forme mystique, 32 × 31 cm, (1939)[13]
- La procession II, (1942)[12]
- Lafayette nous voilà, 51 × 36 cm, (1944)[14]
- L'oiseau bleu, (1946)[15]
- L'oiseau de feu, (vers 1950)[15]
- Christ déchiré, (1962)

Huile sur toile
- Allégresse, 80 × 60 cm, (1926)[16]
- Golgotha, 92 × 74 cm, (1930)[17]
- Le petit cheval, 47 × 31 cm, ()[16]
- En pays de Loire, 46 × 38 cm, (vers 1942)[18]
- La Genèse, 46 × 38 cm, ()[10]
- Guerre d’Espagne, (1936)
- Les anges, 92 × 65 cm, (1942)[19]
- Lyon, (1989)